# Suprafață
În matematică, o suprafață este o mulțime de puncte având local în fiecare punct o structură asemănătoare cu un plan (o varietate bidimensională). Suprafețele nu au volum (sunt bidimensionale), pot fi plane sau curbe și mărginesc corpuri tridimensionale.
În general frontiera unui corp geometric este o suprafață, numită suprafața acelui corp. De exemplu, frontiera unui cub este formată din șase pătrate; frontiera unei bile este o sferă.
Aria este o exprimare numerică a întinderii unei suprafațe. Unele suprafețe, cum ar fi sfera, au arie finită; altele, cum ar fi planul, au arie infinită. Adesea, în mod eronat se folosește termenul suprafață cu sensul de aria suprafeței.